# Gare de Penne
La gare de Penne est une gare ferroviaire française de la ligne de Niversac à Agen, située sur le territoire de la commune de Penne-d'Agenais, dans le département de Lot-et-Garonne en région Nouvelle-Aquitaine.
Elle est mise en service en 1863 par la Compagnie du chemin de fer de Paris à Orléans (PO). Elle devient une gare de bifurcation en 1869, avec l'ouverture de l'embranchement de Penne à Villeneuve-d'Agen.
C'est une gare voyageurs de la Société nationale des chemins de fer français (SNCF) du réseau TER Nouvelle-Aquitaine, desservie par des trains express régionaux.

## Situation ferroviaire
Établie à 68 mètres d'altitude, la gare de Penne est située au point kilométrique (PK) 625,512 de la ligne de Niversac à Agen, entre les gares ouvertes de Trentels-Ladignac et de Laroque.
Ancienne gare de bifurcation, elle est l'origine de la ligne de Penne-d'Agenais à Tonneins, déclassée de Villeneuve-sur-Lot à Tonneins et non exploitée de Penne à Villeneuve-sur-Lot.
Gare d'évitement elle possède une seconde voie, longue de 468 m, pour le croisement des trains.

## Histoire
La « station de Penne » est mise en service le 3 août 1863 par la Compagnie du chemin de fer de Paris à Orléans (PO), lorsqu'elle ouvre à l'exploitation la ligne à voie unique de Niversac à Agen.
Elle devient une gare de bifurcation le 20 décembre 1869, avec l'ouverture, par la compagnie du PO, de l'embranchement de Penne à Villeneuve d'Agen long de neuf kilomètres sans gares intermédiaires. Cela permet la circulation de quatre trains quotidiens dont trois sont en correspondances à Penne avec des trains express de la relation Limoges-Paris.
En 1871 la recette annuelle de la station de « Penne », du réseau d'Orléans, est de 60 645 francs et pour l'année 1882, gare de « Penne », elle est de 85 626 francs.

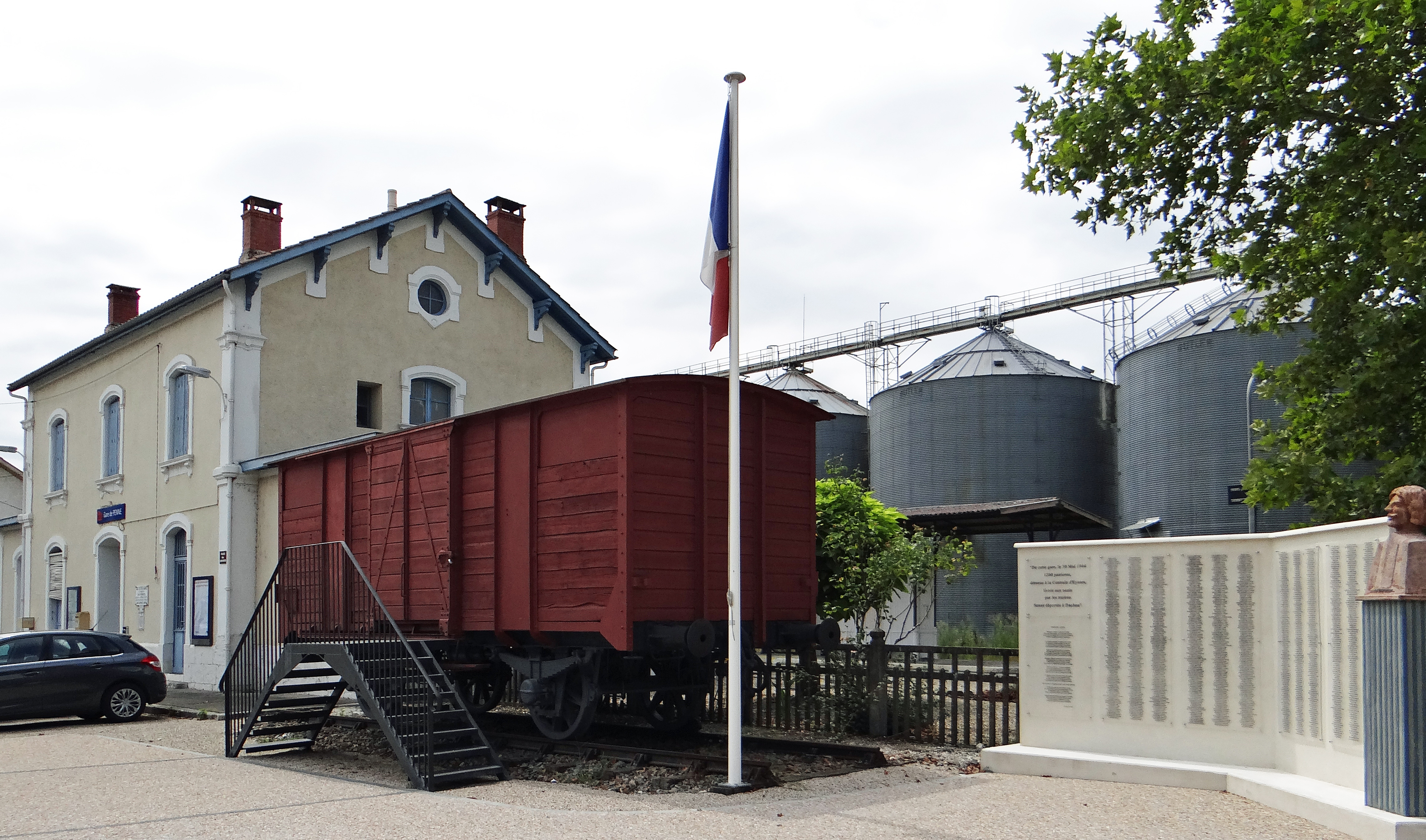
Mémorial des prisonniers déportés de la Centrale d'Eysses.

Le 30 mai 1944, 1 200 prisonniers de la Centrale d'Eysses sont amenés à la gare de Penne pour être déportés au camp de concentration de Dachau. Plusieurs ont été tués par les SS au cours de la marche entre la Centrale d'Eysses et la gare de Penne. Un mémorial a été édifié à côté de la gare en souvenir de cette déportation.
En 2014, c'est une gare voyageurs d'intérêt local (catégorie C : moins de 100 000 voyageurs par an de 2010 à 2011), qui dispose d'un quai, d'une longueur totale de 276 m, et une traversée de voie à niveau par le public (TVP).
En 2019, selon les estimations de la SNCF, la fréquentation annuelle de la gare était de 17 528 voyageurs.

## Service des voyageurs

### Accueil
Gare SNCF, elle dispose d'un bâtiment voyageurs, avec guichet, ouvert tous les jours sauf le samedi et dimanche. Elle ne dispose pas d'automates pour l'achat de titres de transport.

### Desserte
Penne est une gare voyageurs du réseau TER Nouvelle-Aquitaine, desservie par des trains express régionaux de la relation Périgueux - Agen (ligne 48).

### Intermodalité
Un parking pour les véhicules y est aménagé.

## Patrimoine ferroviaire
Le bâtiment voyageurs d'origine est un bâtiment type de la compagnie du PO, avec un corps central à trois ouvertures, sur une base rectangulaire, et un étage sous une toiture à deux pans, il est encadré par deux petites ailes, en rez-de-chaussée, à une ouverture,.